# SN 2009mv
SN 2009mv – supernowa typu Ia odkryta 16 grudnia 2009 roku w galaktyce A071539+3514. W momencie odkrycia miała maksymalną jasność 17,40m.